# Geestrute
Die Geestrute war ein deutsches Längenmaß. Geestrute fand bei mageren, sandigen Böden Anwendung. Für die „fetten“ und nassen  Böden war die Marschrute geeignet.
Grundlage des Maßes war der 12-zöllige Hamburger Fuß.
- 1 Fuß = 127 Pariser Linien = 286,49 Millimeter
- 1 Geestrute = 16 Fuß = 4,5838 Meter